# جغرافیای زیمبابوه

موقعیت زیمبابوه در جنوب قاره آفریقا.

زیمبابوه یک کشور محصور در خشکی در جنوب آفریقا است که به‌طور کامل در مناطق گرمسیری قرار دارد. فلات داخلی بلند و وسیع این کشور به سمت شمال به دره زامبزی افت می‌کند، جایی که مرز با زامبیا است و به‌طور مشابه از سمت جنوب ارتفاع خود را به دره لیمپوپو و مرز آفریقای جنوبی کم می‌کند.

زیمبابوه با بوتسوانا ۸۱۳ کیلومتر، موزامبیک ۱۲۳۱ کیلومتر، آفریقای جنوبی ۲۲۵ کیلومتر، زامبیا ۷۹۷ کیلومتر مرز دارد و در غربی‌ترین نقطه خود به نقطه‌ای از نامیبیا نیز می‌پیوندد.

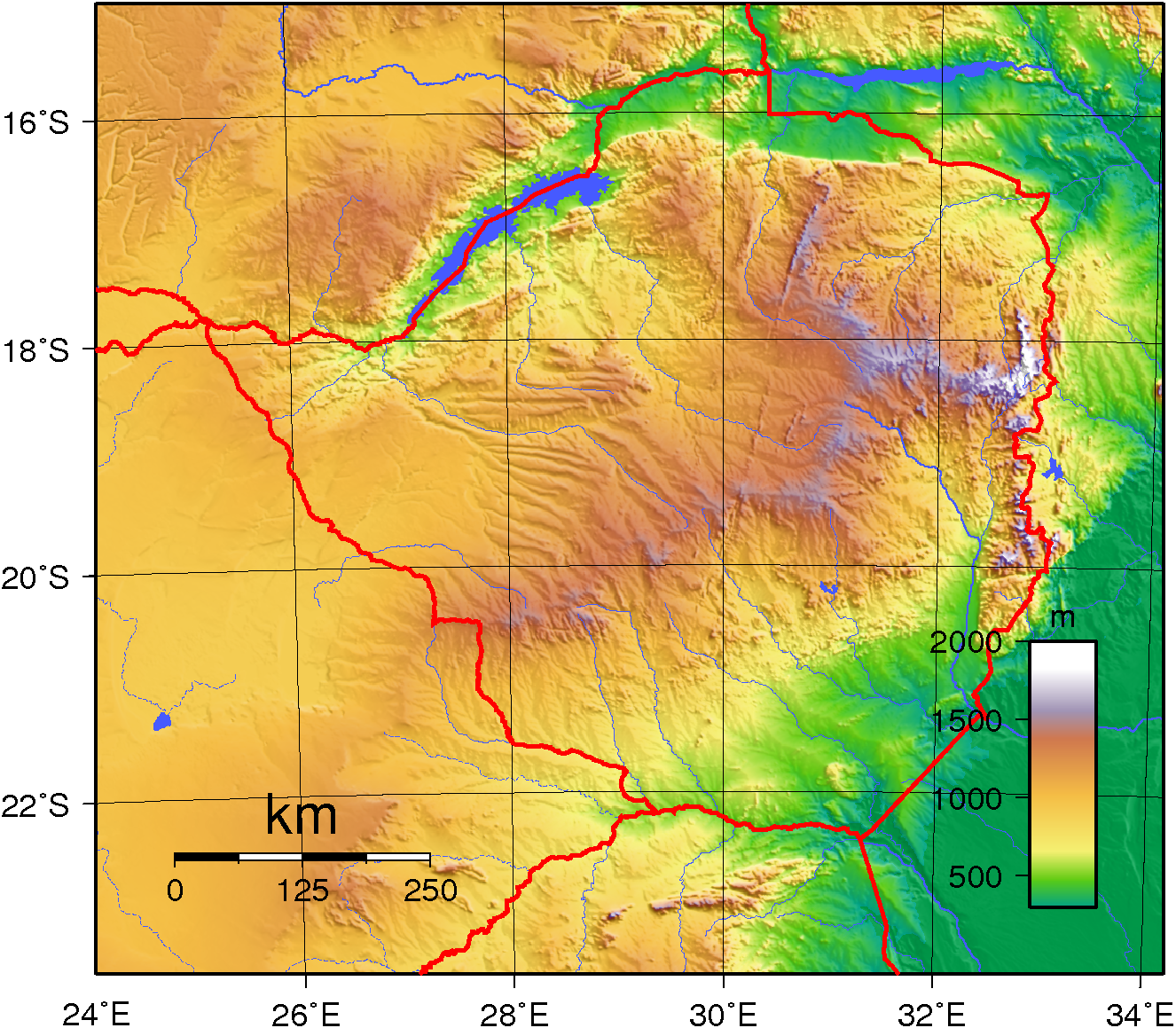
نقشه ناهمواری‌های زیمبابوه.

نقاط جذاب جغرافیایی و منظره‌های کشور شامل آبشار باشکوه ویکتوریا و دریاچه دست‌ساخت کاریبا در رودخانه زامبزی، ارتفاعات شرقی کوهستانی در امتداد مرز موزامبیک، ویرانه‌های تاریخی مهم زیمبابوه بزرگ، پایتخت تمدن باستانی زیمبابوه، واقع در نزدیکی ماسوینگو و چندین پارک شکارگاهی است.
در زمان بده کامل رود (فوریه-آوریل)، آبشار عظیم ویکتوریا بر روی رودخانه زامبزی بزرگترین پرده آب در حال سقوط جهان را تشکیل می‌دهد. دریاچه کاریبا در مرز زامبیا و زیمبابوه بزرگترین مخزن آب جهان را از نظر حجم تشکیل می‌دهد (۱۸۰ کیلومتر مکعب).
پست‌ترین نقطه کشور پیوندگاه رودخانه‌های رونده و ساوه است با ۱۶۲ مترارتفاع. بلندترین نقطه کشور کوه نیانگانی به بلندای ۲۵۹۲ متر است.
منابع طبیعی زیمبابوه عبارتند از زغال سنگ، سنگ معدن کروم، آزبست، طلا، نیکل، مس، سنگ آهن، وانادیم، لیتیوم، قلع، الماس، فلزات گروه پلاتین.

## سرزمین

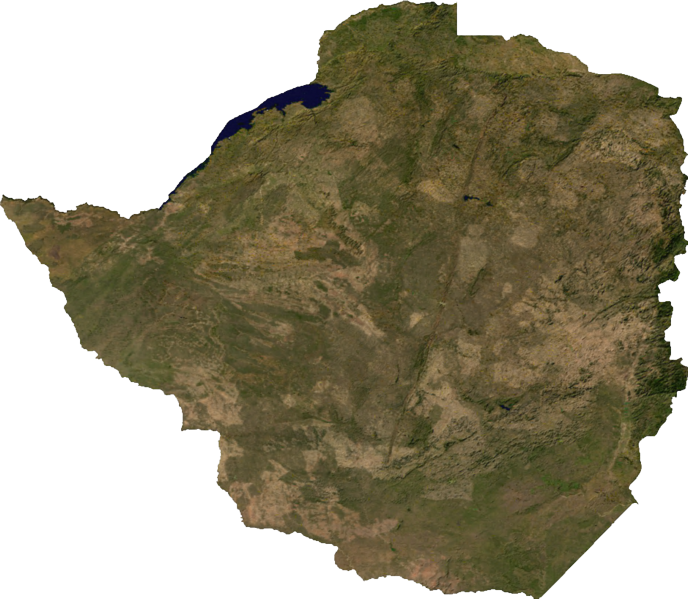
تصویر ماهواره‌‎ای از سرزمین زیمبابوه

اراضی بخش اعظم کشور در فلاتی که در درون آن فلات مرکزی مرتفع‌تری قرار دارد جای گرفته که حوضه‌ای بین شبکه‌های رودخانه‌ای زامبزی و لیمپوپو تشکیل می‌دهد.
بیشتر چشم‌انداز کشور با رُخنمون‌های گسترده سنگ پرکامبرین که بین ۵۷۰ میلیون تا ۴ میلیارد سال قدمت دارد مشخص می‌شود. باستانی‌ترین بخش این سازند صخره‌ای که به «مجموعه زیرزمین» معروف است، بخش بزرگی از کشور را در بر می‌گیرد. حدود چهار پنجم «مجموعه زیرزمین» از سنگ خارا تشکیل شده‌است.
آذرین‌تیغه بزرگ، که تا ۸ مایل عرض و حدود ۳۳۰ مایل طول دارد، یکی دیگر از ویژگی‌های قابل توجه کشور است. این آذرین‌تیغه که طولانی‌ترین توده خطی سنگ‌های مافیک و فرامافیک در جهان است، کشور را از شمال به جنوب به دو نیم می‌کند و دارای ذخایر عظیم کروم، نیکل و پلاتین است.

## آب و هوا

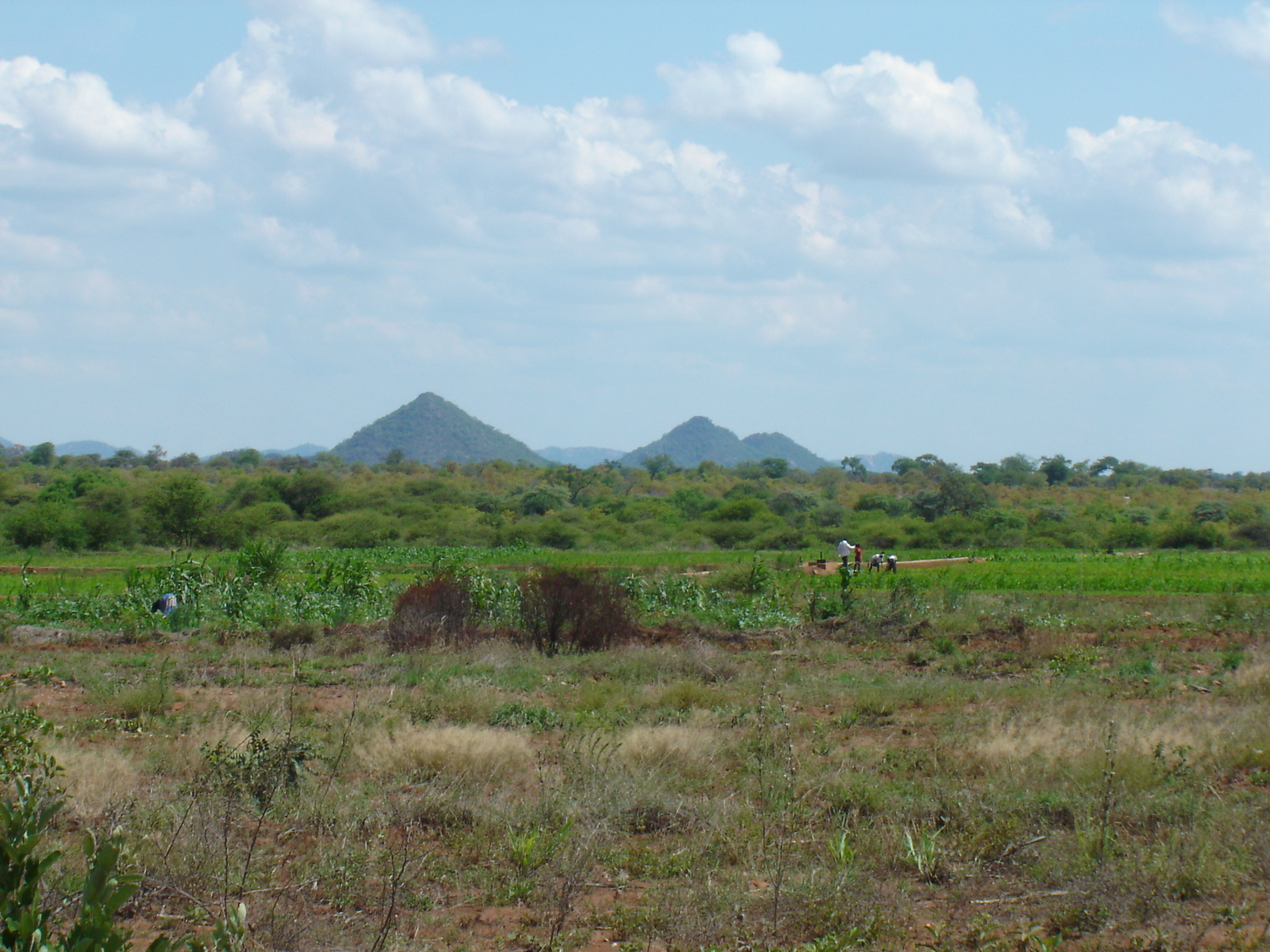
منطقه کشاورزی نزدیک فیلابوسی، زیمبابوه

زیمبابوه، واقع در شمال مدار راس‌الجدی، کاملاً در مناطق گرمسیری قرار دارد، اما به دلیل ارتفاع متوسط بالا، از شرایط نیمه‌گرمسیری برخوردار است. در اواخر ماه‌های گرم و خشک که از اوت تا اکتبر طول می‌کشد، بادهای موسمی که از اقیانوس هند و موزامبیک عبور کرده‌اند، هنگام برخورد با باروی تشکیل‌شده توسط ارتفاعات شرقی منجر به بارش شدید کوهستانی می‌شوند. در نتیجه، مناطق شرقی سنگین‌ترین بارندگی کشور را دریافت می‌کنند و فصل بارانی طولانی‌تری (از اکتبر تا آوریل) نسبت به بقیه زیمبابوه دارند. ارتفاع بالای فلات وسیع زیمبابوه غربی به تضمین آب و هوای خوب در ماه‌های سرد و خشک زمستان از ماه مه تا اوت کمک می‌کند. ژوئن به‌طور کلی خنک‌ترین ماه و اکتبر گرم‌ترین ماه است.
آب و هوای زیمبابوه به‌طرز چشمگیری بر اساس ارتفاع متفاوت است. یک فصل خشک وجود دارد، از جمله یک فصل خنک کوتاه در طول دوره مه تا سپتامبر که در کل کشور باران بسیار کمی می‌بارد. فصل بارانی معمولاً زمان بارندگی شدید از نوامبر تا مارس است. کل کشور در ماه ژانویه تحت تأثیر منطقه همگرایی بین‌گرمسیری قرار دارد. در سال‌هایی که تأثیر این پدیده ضعیف است، میزان بارندگی کمتر از حد متوسط است و احتمال خشکسالی جدی در کشور وجود دارد، همان‌طور که در سال‌های ۱۹۸۳ و ۱۹۹۲ اتفاق افتاد. زمانی که به تأثیر آن زیاد باشد، میزان بارش بسیار بالاتر از میانگین است، مانند سال‌های ۱۹۸۱ و ۱۹۸۶.